# Kipyegon Bett
Pour les articles homonymes, voir Bett.
Kipyegon Bett, né le 1er février 1998 et mort le 6 octobre 2024, est un athlète kényan, spécialiste du 800 mètres.

## Biographie
Médaillé d'argent des championnats du monde jeunesse de 2015, il remporte la médaille d'or du 800 mètres lors des championnats du monde juniors 2016, à Bydgoszcz en Pologne. Deuxième du Mémorial Van Damme, il porte son record personnel à 1 min 43 s 76 le 3 septembre 2016 à l'ISTAF Berlin.
Le 8 août 2017, il remporte la médaille de bronze des Championnats du monde de Londres en 1 min 45 s 21, devancé par le Français Pierre-Ambroise Bosse (1 min 44 s 67) et le Polonais Adam Kszczot (1 min 44 s 95).
Le 17 août 2018, après avoir refusé un contrôle antidopage, il est exclu des compétitions. Le 24 août, il est annoncé que Bett a été testé positif à l'EPO,. À l'issue de ce test positif il est suspendu 4 ans par l'IAAF et manque donc les Jeux olympiques suivants ainsi que les deux éditions des championnats du monde suivantes. 

## Palmarès
| Date | Compétition                   | Lieu             | Résultat | Épreuve   | Temps         |
| ---- | ----------------------------- | ---------------- | -------- | --------- | ------------- |
| 2015 | Championnats du monde cadets  | Cali             | 2e       | 800 m     | 1 min 45 s 86 |
| 2016 | Championnats du monde juniors | Bydgoszcz        | 1er      | 800 m     | 1 min 44 s 95 |
| 2017 | Relais mondiaux de l'IAAF     | Nassau           | 2e       | 4 x 800 m | 7 min 13 s 70 |
| 2017 | Championnats du monde         | Londres          | 3e       | 800 m     | 1 min 45 s 21 |
| 2017 | Ligue de diamant              | Ligue de diamant | 4e       | 800 m     | 1 min 45 s 21 |

## Records
| Épreuve | Performance   | Lieu   | Date             |
| ------- | ------------- | ------ | ---------------- |
| 800 m   | 1 min 43 s 76 | Berlin | 3 septembre 2016 |